# Azavak
Azavak neboli azavžský chrt (anglicky Azawakh) je psí plemeno typu chrt z Nigérie. Azavak je plemeno oficiálně uznané Mezinárodní kynologickou federací (FCI), ta jej řadí do skupiny chrti, sekce krátkosrstí chrti. Oficiální číslo standardu je 307 a používaná česká zkratka je AZ.

## Historie

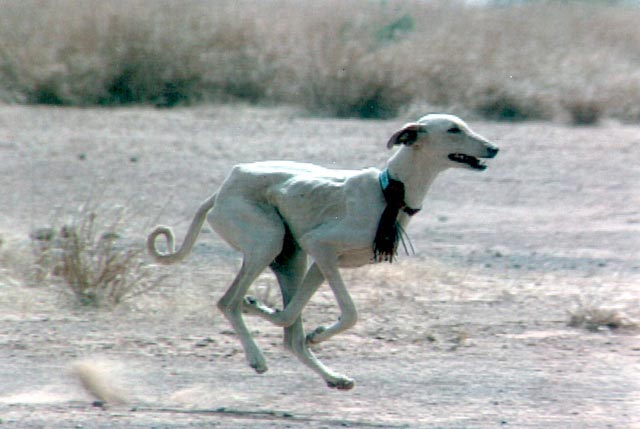
Běžící azavak

Plemeno azavak vzniklo v Nigérii, konkrétně v údolí Azawakh, od kterého je odvozen název plemene. Jeho stáří nelze jednoznačně určit, ale první podobné psy bychom nalezli již před dvěma tisíci lety na jeskynních nástěnných malbách v subsaharských oblastech. Postupně se rozšířilo i mezi kočovné kmeny ze subsaharské oblasti a do států Mali, Burkina Faso a Alžírska. Jeho úkolem bylo hlídání majetku a lov zvířat, především gazel nebo zajíců. Tito psi se natolik přizpůsobili podmínkám, že dokáží vyvinout až rychlost 60 kilometrů za hodinu. Podobně rychlý je například i greyhound. Současně se řadí mezi plemena, která tzv. „loví očima“. To znamená, že na rozdíl od jiných psích plemen se neřídí čichem, který mají poměrně slabý, ale zrakem, který mají naopak nejlépe vyvinutý. Silný lovecký pud si plemeno udrželo až do současnosti. Od ostatních chrtích plemen se ale liší tím, že vždy lovil ve smečce.
Chov azavaků je aktuální i v Česku, kde se toto plemeno pomalu rozšiřuje. Zastřešují ho zde dva chovatelské kluby: Klub saharských chrtů a Klub chovatelů chrtů.

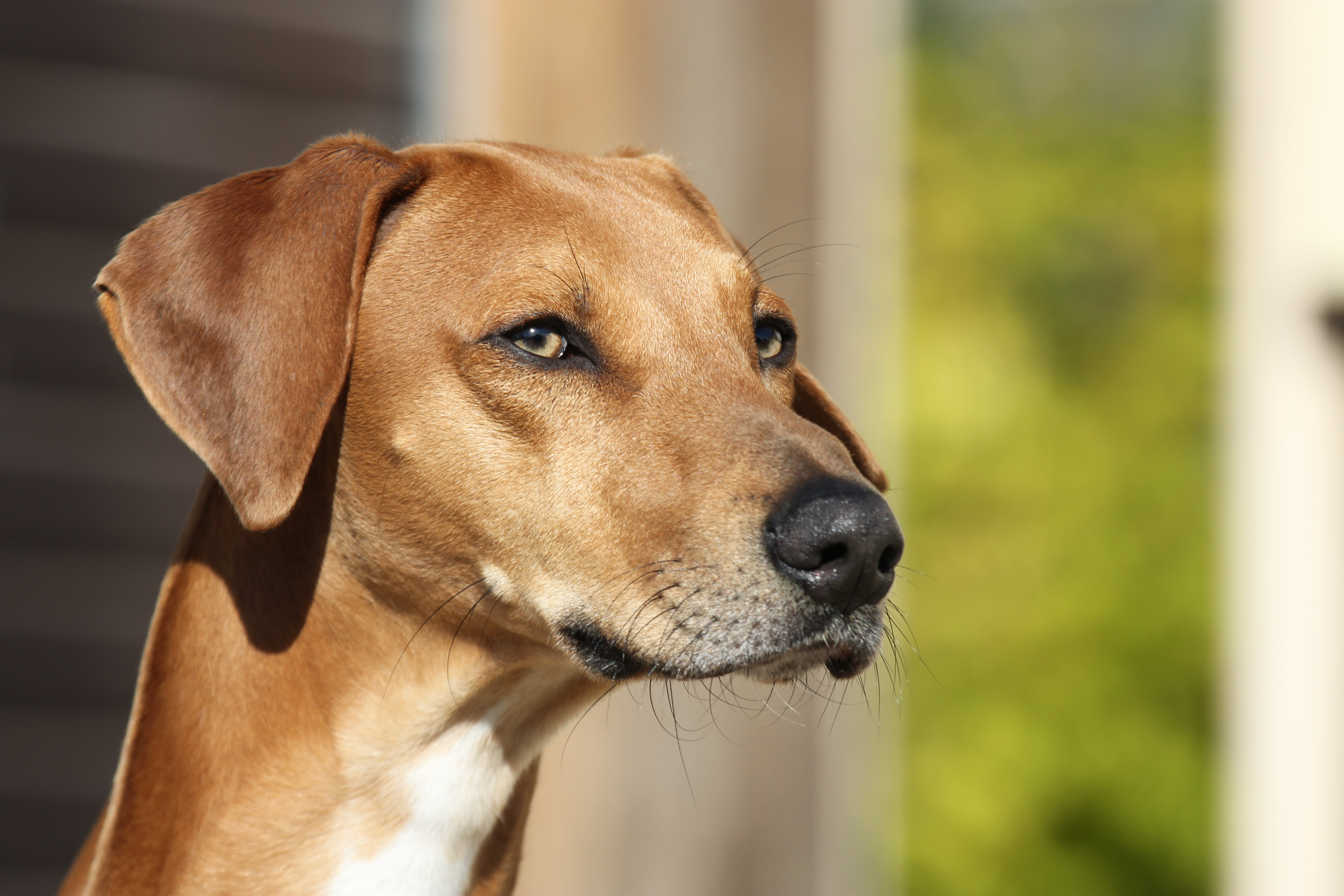
Hlava azavaka

## Vzhled
Azavak je plemeno, které bychom výškou označili jako obří, avšak podle váhových kategorií patří spíše mezi střední plemena. Zároveň je také se svými 70 cm vyšší než delší. Jeho tělo je stavěné na dlouhé a vytrvalé běhy, tedy dobře osvalené, lehké a pohyblivé. Srst, která pokrývá celé tělo, je krátká, přiléhavá, nepříliš hustá a špatně izolující proti zimě. Zbarvení je nejčastěji plavé s bílými „ponožkami“, povolené jsou ale všechny odstíny od pískové po mahagonovou. Přípustná je i černá maska a žíhání, ty se ale vyskytují jen vzácně. Pohyb azavaka je plynulý a elegantní.
Hlava je dlouhá, úzká a suchá. Mozkovna téměř plochá, s vyznačenými nadočnicovými oblouky a naopak málo patrným stopem. Uši jsou vysoko nasazené, vždy spadající dolů podél hlavy, trojúhelníkového tvaru. Oči mandlového tvaru jsou poměrně velké, s jantarovou duhovkou. Nosní houba většinou černá, výjimečně i tmavě hnědá a s dobře otevřenými otvory. Zuby musí mít nůžkový skus a chrup je povolený pouze kompletní. Krk je dlouhý, dobře osvalený a mírně klenutý, bez laloku. Hřbet je poměrně dlouhý se svažující se zádí. Výrazně klenutá žebra dodávají dojem silného a tlustého hřbetu, většinou jsou dobře vidět i bez ohmatání. Hrudník je nejvýraznějším symbolem a nejpřesnějším poznávacím znamením, dosahuje totiž až k loktům předních nohou a záhy je drasticky vtažený. Ocas nízko nasazený, dlouhý, od kořene ke špičce se zužuje, pes jej nesmí nosit nad hřbetní linií. Nohy jsou velmi dlouhé, slabé, zakončené kulatými, téměř kočičími, tlapkami.

## Povaha

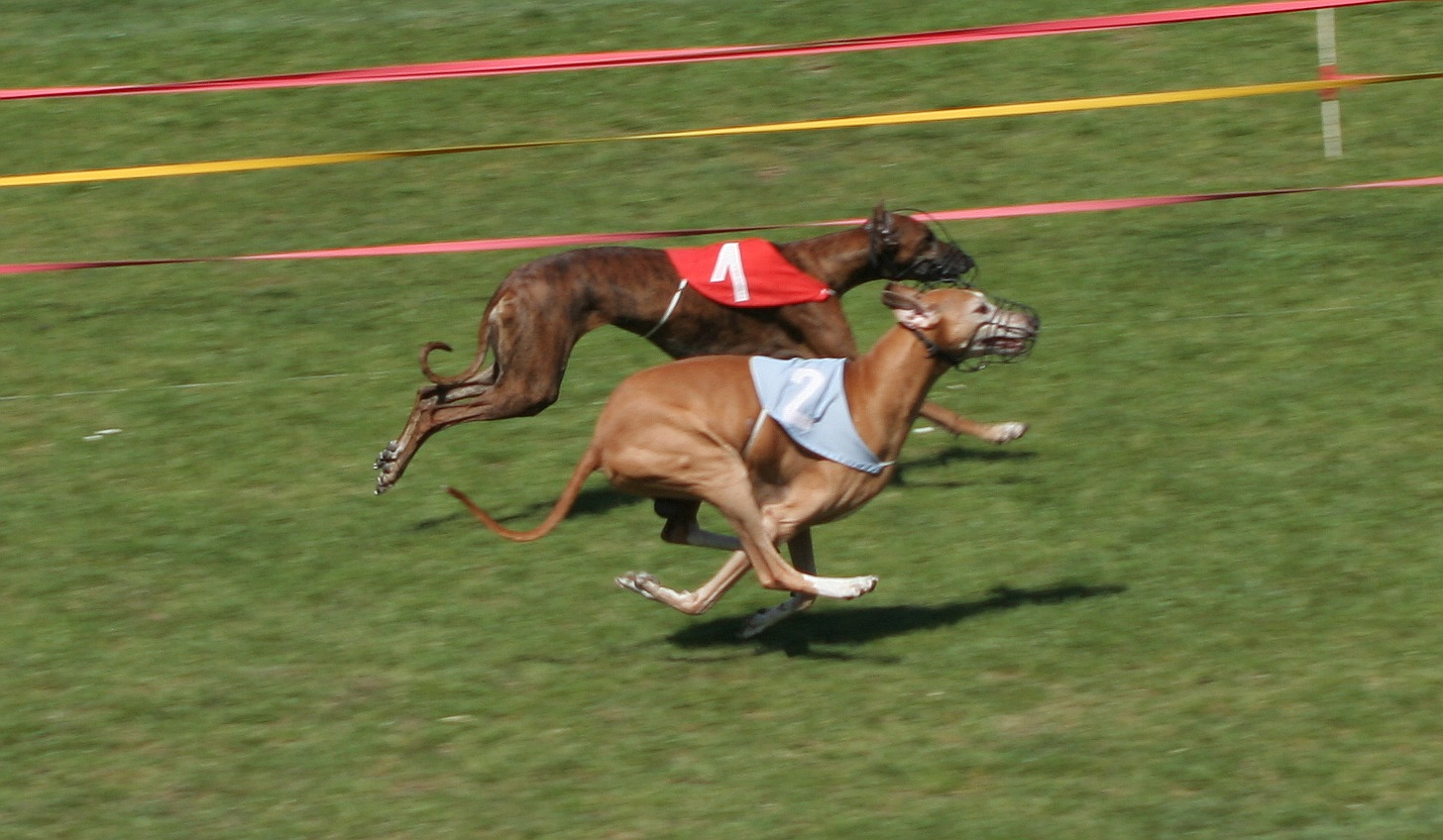
Azavak na coursingu

Povahově je azavak samostatný, mírně tvrdohlavý a elegantní pes. Zároveň je také bystrý a pozorný, plný energie. Obecně má divokou a plachou povahu, kvůli které se hodí pro zkušenější chovatele. Je to dobrý aportér, který se ale štítí vody. K cizím se chová zdrženlivě, někdy i agresivně. Málo štěká, ale i přesto se jedná o dobrého hlídače, který imponuje velikostí a má hluboko zakořeněný ochranářský pud. Současně má vyvinutý i lovecký pud, kvůli kterému není možné jej pouštět z vodítka v neoploceném prostoru. Vůči rodině má silné pouto a je jí věrný a loajální. Změnu nebo dlouhodobé odloučení těžko nese. K dětem je přátelský a milý. I k jiným psům mívá vesměs kladný vztah, dokáže s nimi dobře spolupracovat i při lovu.

## Péče
Žádná speciální péče o srst není potřeba, v tomto ohledu se jedná o bezúdržbové plemeno. Koupel je nutná pouze v případě, že se potřebujete zbavit nečistot nebo zápachu.
Jednou za čas zkontrolujte povislé uši, zda tam nejsou nečistoty nebo např. zánět. Každý den byste měli očistit oční okolí od ospalek. Důležitá je také péče o chrup. Ideálně každý den byste měli mechanicky kartáčkem vyčistit zuby. Podávat můžete i doplňky stravy, které působí pozitivně proti zubnímu kameni. 
Azavakovi budete muset pravděpodobně jednou měsíčně zkracovat drápy. Budete na to potřebovat speciální kleště a špetku trpělivosti. Na stříhání drápků je nutné zvykat psa od mladého věku, vzhledem k tomu, že to může být poměrně neoblíbená činnost.